# Diaspora marocaine en France
 (décembre 2022).
Si vous disposez d'ouvrages ou d'articles de référence ou si vous connaissez des sites web de qualité traitant du thème abordé ici, merci de compléter l'article en donnant les références utiles à sa vérifiabilité et en les liant à la section « Notes et références ».
La diaspora marocaine en France est démographiquement le second groupe ethnico-culturel le plus important du pays après la diaspora algérienne. Selon le recensement de l'INSEE, 1 706 000 Marocains vivaient en France en 2019, davantage issus de la deuxième génération que de la première. Une partie des Marocains parlent à la maison l'une des langues berbères, principalement le chleuh et le rifain. Une autre partie parle à la maison le dialecte arabe marocain. La plus jeune génération, quant à elle, parle le plus souvent français.

## Histoire

### Première Guerre mondiale
L'immigration marocaine en France commence vers 1910, la Première Guerre mondiale accroît fortement les arrivées de main-d’œuvre.

### Entre-deux-guerres

#### Flux
L'entre-deux-guerre est marquée par les premières tentatives de l'immigration collective organisée. Cette période a été caractérisée par une immigration de contingents composés :
- de travailleurs, recrutés sur contrats, affectés principalement pour une durée temporaire aux usines d'armement, aux mines et aux secteurs agricoles. Ce n'est qu'en 1938 que fut créé au Maroc un service d'émigration pour assurer la sélection, le recrutement et l'acheminement des travailleurs marocains vers la France[4].

- de militaires affectés à la résistance contre les Allemands pendant la Seconde Guerre mondiale[4].

#### Engagements
Un certain nombre d'associations, quoique à majorité algériennes, accueillaient les Algériens pendant l'entre-deux guerres. Il est notamment possible d'évoquer l'Association des étudiants musulmans nord-africains (AEMNA), l'Amicale franco-musulmane (AFM) ou l'Association des étudiants musulmans algériens (AEMA).

### Après guerre

#### Flux
Dès le lendemain de la Seconde Guerre mondiale (les Trente Glorieuses), jusqu'à l'arrêt de l'immigration décidé par le gouvernement à cause du ralentissement de la croissance économique au début des années 1970, l'immigration marocaine est une immigration temporaire de main d'œuvre composée d'hommes seuls.

#### Engagements
Le parti de l'Istiqlal était déjà présent en France dès la fin de la Seconde Guerre mondiale avec surtout des intellectuels et des étudiants. Il était cependant encore minoritaire, notamment auprès des ouvriers (une trentaine d'inscrits sur les 7 000 ouvriers Marocains d'Île-de-France). Il s'accroît cependant assez vite et des petites sections se développent dans les différentes villes de banlieue (Montreuil avec 25 membres en 1950, Genevilliers avec une dizaine de membres) et de province (Saint-Etienne avec une centaine de membre en 1949 ou Marseille). Il y a près de 200 ouvriers adhérents Marocains à l'Istiqlal en 1950. Le Parti de Peuple Algérien (PPA), quoique à dominante algérienne, accueillait cependant aussi des nationalistes marocains. Il en va de même du Mouvement pour le Triomphe des Libertés Démocratiques (MTLD) qui accueille une dizaine de Marocains à Sochaux.
En 1960 est créée l'Association des Marocains en France (AMF), rue Serpente. Elle fut conçue par des militants de l'Union Nationale des Forces Populaires (UNFP). Cette section du parti militait surtout pour les conditions de vie des Marocains en France.
L'année 1968 constitue un tournant dans l'engagement marocain, car elle permet de relier les luttes ouvrières avec les revendications étudiantes et les rapproches des organisations syndicales françaises. En 1970 est ainsi créé le Mouvement marxiste-léniniste marocain (MMLM) avec deux sous-section : l'organisation Ilal Amam, clandestine, vise la construction d'un parti du prolétariat, elle s'oriente surtout vers les jeunes scolarisés et syndiqués ; 23 mars, est appelé ainsi en référence au soulèvement du 23 mars 1965 à Casablanca.

### Après 1974

#### Flux
En 1974, le ralentissement de la croissance économique conduit le gouvernement à décider l'arrêt de l'immigration, sauf dans le cadre du regroupement familial et de demandes spécifiques émanant d'employeurs - après intervention du Conseil d’État. L'échec de la politique d'aide au retour mise en place par le gouvernement, et la crainte des difficultés de revenir en France ont poussé les immigrés marocains installés en France à prolonger leur séjour et à faire venir leur famille. C'est ainsi que leur présence en chiffre absolu augmente considérablement, s'ils ne sont que 84 200 en 1968, ils sont 260 000 en 1975, 441 300 en 1982 et 572 700 en 1990.

#### Engagements
Les mouvements marocain, du fait de leur installation plus définitive sur le territoire française, se réorientent vers des revendications sociales. Ceci est notamment marqué par la forte participation des Marocains aux grèves de la faim suite aux circulaires Marcellin-Fontanet, à la grève des loyers contre la SONACOTRA, etc. L'organisation nationale de ces mouvements a notamment été permise par l'Assocation des Travailleurs Maghrébins de France (ATMF).
Les revendications des ouvriers marocains portent aussi sur les régularisations de leur statuts, mises à mal avec les circulaires Marcellin-Fontanet et avec la fermeture de l'immigration en 1974. Il est ainsi possible d'évoquer la grève des Marocains du Loiret, organisée avec la CGT - qui revendique surtout pour sa part une application du code du travail - en 1980.

### XXIe siècle
Malgré une légère baisse à la fin du XXe siècle - ils ne sont plus que 506 400 en 1999 -, les Marocains constituent désormais la deuxième communauté d'immigrés en France derrière les Algériens. Un total de 1.314.000 Marocains, entre immigrés et descendants directs d'immigrés, ont été recensés en France à fin 2008, selon une étude de l'Institut national de statistiques et des études économiques français (INSEE). Selon cette même étude, près de 654.000 immigrés nés au Maroc étaient installés en France en 2008, soit 12 % de la population immigrée en France (5,3 millions). Celle-ci représente 8 % de la population totale de France. Leur nombre a presque triplé depuis 1975, année à laquelle l'immigration marocaine représentait 6 % de la population immigrée. Le premier quart des immigrés marocains était installé en France au milieu des années 1970, décennie qui a connu la première grande vague migratoire marocaine vers l'Hexagone.
L'étude révèle aussi que les descendants directs d'immigrés marocains, ceux nés et résidant en France, et ayant au moins un parent immigré, sont plus nombreux que les immigrés. Ils étaient estimés à 660.000, soit près de 10 % de la population des descendants directs d'immigrés. Totalisant 6,7 millions, cette dernière catégorie représente 11 % de la population de la France.
Le chiffre exact des Marocains et binationaux en France serait encore plus important, étant donné que l'étude ne prend pas en compte les Marocains des troisième et quatrième générations nés en France de parents français de naissance, ni les Marocains nés en France et qui n'ont pas encore opté pour la nationalité française.
Ainsi, en 2015, l'historien Pierre Vermeren, spécialiste du Maghreb, a estimé que, d'après les chiffres de l'INSEE de 2008, le nombre de Marocains et personnes d'origine marocaine en France était de 2,5 millions sur quatre générations : « Ce chiffre est une extrapolation qui part du chiffre de l’Institut national de la statistique et des études économiques, Insee, lequel ne concerne que les immigrés et leurs enfants, soit 1,314 million de personnes en 2008 ; or à cette date, l’immigration marocaine compte 3 voire 4 générations, dont les descendants sont considérés comme « marocains » à Rabat ».

## Démographie

### Géographie
AU début des années 2020, la population marocaine en France est inégalement répartie sur le territoire. Les départements comportant le plus grand taux de Marocains parmi les étrangers présents sont les départements du Nord, il représentent en effet 20,5 % des étrangers du Pas-de-Calais et 17,1 % des étrangers du Nord. Cette concentration s'explique par le fait que ces régions constituent un pôle d'emploi historique de cette population, notamment dans le bassin houiller. En outre, ils ont aussi une présence accrue dans le sud de la France, notamment dans l'Hérault, où il représentent 28,9 % des étrangers présents, dans le Gard, 29,3 %, et dans le Vaucluse, 35,6 %. Ils constituent aussi une part importante des étrangers de Corse, 37 % de ceux en Haute-Corse et 20,7 % de ceux en Basse-Corse.
Ces chiffres ne doivent néanmoins pas cacher que en chiffres absolus, les Marocains sont massivement présents en Île-de-France, même si en valeur relative ils ne constituent que 8,6 % des étrangers de cette région.

## Culture

### En France
- Rachid Benzine - intellectuel et islamologue
- Imen Es - chanteuse française d’origine marocaine
- Jamel Debbouze - humoriste, acteur et producteur
- Line Marsa - chanteuse (mère marocaine)
- Amel Bent - chanteuse (mère marocaine)
- Tal - chanteuse (mère maroco-yéménite)
- Malik Bentalha - humoriste (mère marocaine)
- Manuel da Costa - footballeur (mère marocaine)
- Abdoulay Konko - footballeur (mère marocaine)
- Tewfik Jallab - acteur (mère marocaine)
- Mehdi Savalli - matador (mère marocaine)
- Mustapha El Atrassi - animateur de télévision et humoriste
- Arthur (animateur) - animateur de télévision et radio
- Aure Atika - actrice et réalisatrice
- Karim Bennani - animateur radio et journaliste sportif
- Ali Baddou - animateur de radio et de télévision
- Ruth Elkrief - journaliste française de télévision
- Rachid Belaziz - Homme d'affaires
- Sindy - chanteuse
- Najoua Belyzel - chanteuse
- Sarah Riani - chanteuse
- Sofia Essaïdi - comédienne, chanteuse.
- Amine - chanteur et compositeur de Raï'n'B
- Souf - chanteur
- Wallen - chanteuse de R'n'B et de hip-hop
- Marwa Loud - chanteuse
- Sindy - chanteuse
- Sonia Lacen - chanteuse
- Emma Saïd Ben Mohamed - artiste de cirque, chanteuse
- Taïro - chanteur
- Bouchra Jarrar - couturière
- Kamel le Magicien - magicien
- Rachida Dati - ancienne ministre de la Justice française
- Najat Vallaud-Belkacem - femme politique française
- Myriam El Khomri - femme politique française
- Audrey Azoulay - femme politique française
- Mounir Mahjoubi - homme politique français
- Amine El Khatmi - homme politique français
- Driss Benhima - ingénieur
- Gad Elmaleh - humoriste, acteur et réalisateur
- Sophia Aram - humoriste, comédienne et animatrice de télévision
- Zakya Daoud - journaliste, écrivaine
- Lamya Essemlali - militante, ecologiste
- David Guetta - platiniste, remixeur, producteur de musique et homme d'affaires
- Élie Semoun - humoriste, acteur, réalisateur, scénariste et chanteur
- Malek (chanteur) - auteur, compositeur (père marocain)
- Chico Bouchikhi - guitariste, cofondateur des Gipsy Kings
- Raphael (chanteur) - auteur compositeur et interprète
- Hicham Nazzal - acteur, écrivain et animateur télé
- Yassine Belattar - humoriste
- Karim Duval - humoriste
- Talal Selhami - réalisateur
- Nadia Roz - comédienne
- Amelle Chahbi - comédienne
- Tarek Boudali - acteur
- Saïd Taghmaoui - acteur
- Roschdy Zem - acteur
- Nabil Ayouch - acteur
- Anouar Toubali - cacteur
- Youssef Hajdi - acteur
- Hafid Aboulahyane - acteur, réalisateur
- Brahim Achabbakhe - acteur
- Hamidou Benmassoud - acteur
- Hicham Ayouch - réalisateur
- Kamel Laadaili - acteur
- Joëlle Guigui - actrice
- Nadia Farès - actrice
- Saïda Jawad - actrice
- Souad Amidou - actrice
- Karim Saidi - acteur
- Sofiia Manousha - actrice
- Arié Elmaleh - acteur
- Élisa Tovati - actrice, chanteuse
- Fu'ad Aït Aattou - acteur
- Khalid Maadour - acteur
- Assaâd Bouab - acteur
- Mehdi El Glaoui - acteur et réalisateur
- Sliimy - auteur-compositeur-interprète de pop
- Fouad Laroui - économiste et écrivain
- Tahar Ben Jelloun - écrivain et poète
- Driss Chraibi - écrivain
- Rachida Khalil - comédienne
- Booder - comédien
- Jafar Hilali - homme d'affaires
- Mohammed Moussaoui - maître de conférences
- Rachid El Guerjouma - universitaire
- Yto Barrada - photographe
- Leila Alaoui - photographe et vidéaste
- Samira Sitaïl - journaliste
- Ouadih Dada - journaliste et écrivain
- Zineb El Rhazoui - journaliste
- Rachid Santaki - journaliste, romancier, scénariste et entrepreneur
- Saphia Azzeddine - écrivain, scénariste et actrice
- Sya Styles - DJ/producteur
- Cut Killer - platiniste
- DJ Abdel - DJ
- La Fouine - rappeur
- Mister You - rappeur
- Ali - rappeur
- Nessbeal - rappeur
- Niro - rappeur
- MMZ - rappeurs
- Maes - rappeur
- Zkr- rappeur (père marocain)
- Kamelanc' - rappeur
- Nikkfurie - rappeur
- Leck - rappeur
- Axiom - rappeur
- Leeroy Kesiah - chanteur, rappeur
- Canardo - rappeur
- Demi Portion - rappeur
- Lartiste - rappeur
- Larry - rappeur
- Kekra - rappeur
- Larbi Benbarek - footballeur
- Abderrahman Mahjoub - footballeur
- Marouane Chamakh - footballeur
- Mustapha Hadji - footballeur
- Youssouf Hadji - footballeur
- Gharib Amzine - footballeur
- Jaouad Zaïri - footballeur
- Yassin El-Azzouzi - footballeur
- Chahir Belghazouani - footballeur
- Younès Kaboul - footballeur
- Mattéo Guendouzi - footballeur
- Mehdi Benatia - footballeur
- Yoann Touzghar - footballeur
- Mehdi Bourabia - footballeur
- Sofiane Alakouch - footballeur
- Sofiane Boufal - footballeur
- Romain Saïss - footballeur
- Kays Ruiz-Atil - footballeur
- Amine Harit - footballeur
- Oualid El Hajjam - footballeur
- Zinédine Machach - footballeur
- Ismaël Bennacer - footballeur
- Riyad Mahrez - footballeur (mère marocaine)
- Sofiane Diop - footballeur (mère marocaine)
- Karim Boudiaf - footballeur (mère marocaine)
- Kévin Malcuit - footballeur (mère marocaine)
- Issa Diop - footballeur
- Mounir Chouiar - footballeur
- Adil Hermach - footballeur
- Yassine Benrahou - footballeur
- Youssef El-Arabi - footballeur
- Youssef Adnane - footballeur
- Nabil El Zhar - footballeur
- Adil Rami - footballeur
- Younès Belhanda - footballeur
- Abdelhamid El Kaoutari - footballeur
- Ahmed Kantari - footballeur
- Mounir Obbadi - footballeur
- Khalid Boutaïb - footballeur
- Mohamed Louhkiar - footballeur
- Fouad Chafik - footballeur
- Karim Aït-Fana - footballeur
- Younès Kaabouni - footballeur
- Abdel Malik Hsissane - footballeur
- Yunis Abdelhamid - footballeur
- Jamel Aït Ben Idir - footballeur
- Jawad El Hajri - footballeur
- Samir Hadji - footballeur
- Samir Benmeziane - footballeur
- Nabil Baha - footballeur
- Houssine Kharja - footballeur
- Samir Boughanem - footballeur
- Alharbi El Jadeyaoui - footballeur
- Abdeslam Ouaddou - footballeur
- Yacine Abdessadki - footballeur
- Yacine Bammou - footballeur
- Karim El Mourabet - footballeur
- Jamal Alioui - footballeur
- Moncef Zerka - footballeur
- Mehdi Taouil - footballeur
- Mouaad Madri - footballeur
- Issam Chebake - footballeur
- Youssef Aït Bennasser - footballeur
- Sofiane Boufal - footballeur
- Walid Regragui - footballeur
- Adel Taarabt - footballeur
- Aatif Chahechouhe - footballeur
- Karim Aït-Fana - footballeur
- Zakarya Bergdich - footballeur
- Farid Talhaoui - footballeur
- Yassine Jebbour - footballeur
- Rachid Hamdani - footballeur
- Rachid Bourabia - footballeur
- Youcef Sekour - footballeur
- Hassan Kachloul - footballeur
- Rayan Frikeche - footballeur
- Rachid Alioui - footballeur
- Karim El Hany - footballeur
- Yassin Moutaouakil - footballeur
- Yassine El-Kharroubi - footballeur
- Abdelaziz Barrada - footballeur
- Kamel Chafni - footballeur
- Yassine Haddou - footballeur
- Olivier Echouafni - footballeur
- Chafik Najih - footballeur
- Fayçal Fajr - footballeur
- Mohamed El-Madaghri - footballeur
- Karim Fradin - footballeur
- Aziz Ben Askar - footballeur
- Fahd El Khoumisti - footballeur
- Hoda Lattaf - footballeuse
- Sakina Karchaoui - footballeuse
- Saïda Akherraze - footballeuse
- Zohra Ayachi - footballeuse
- Anissa Lahmari - footballeuse (mère marocaine)
- Saïd Ennjimi - arbitre
- Ghani Yalouz - lutteur
- Khalid Rahilou - boxeur
- Ahmed El Mousaoui - boxeur
- Saïd Rachidi - boxeur
- Ali Oubaali - boxeur
- Nordine Oubaali - boxeur
- Kamel Chouaref - boxeur
- Rachid Jkitou - boxeur
- Bilel Jkitou - boxeur
- Karim Gadji - kickboxeur
- Cyril Abidi - kickboxeur (mère marocaine)
- Samir Mohamed - kickboxeur
- Hicham Arazi - joueur de tennis
- Morad Berrada - nageur
- Abdelatif Benazzi - joueur de rugby
- Jamal Fakir - joueur de rugby
- Fouad Yaha - joueur de rugby
- Adel Fellous - joueur de rugby
- Salim Boukanoucha - joueur de rugby
- Younès Khattabi - joueur de rugby
- Hind Dehiba - athlète
- Hassan Chahdi - athlète
- Nour-Eddine Gezzar - athlète
- Fouad Chouki - athlète
- Khalid Zoubaa - athlète
- Assia El Hannouni - athlète
- Samir Azzimani - skieur
- Poupette Kenza - influenceuse